# GR-14. Senda del Duero
El GR-14 (también conocido como Senda del Duero) es un Sendero de Gran Recorrido que pretende seguir el curso fluvial del río Duero por España y Portugal desde Duruelo de la Sierra hasta Oporto. Se encuentran señalizados los tramos de Soria, Burgos, Salamanca, Valladolid y Zamora. La Senda del Duero fue señalizada y mejorada para su homologación por el MARM en el año 2012 en todo su recorrido a través del Programa de Caminos Naturales.

## Recorrido

### Soria
Este sendero tiene 8 etapas por la provincia de Soria, con una longitud de 240,4 km.

#### Etapa 01Fuentes del Duero–Vinuesa
- Longitud: 35,5 km.
- Tiempo: 9:40 h.
- Recorrido: Fuentes del Duero – Duruelo de la Sierra – Salduero – Molinos de Duero – Vinuesa
- Dificultad: Alta.

#### Etapa 02Vinuesa–Soria
- Longitud: 46,5 km.
- Tiempo: 10:15 h.
- Recorrido: Vinuesa – Vilviestre de los Nabos – Hinojosa de la Sierra – Garray – Soria
- Dificultad: Alta.

#### Etapa 03Soria–Ituero
- Longitud: 28,4 km.
- Tiempo: 6:30 h.
- Recorrido: Soria – Los Rábanos – Tardajos de Duero – Ituero

#### Etapa 04Ituero–Almazán
- Longitud: 29,1 km.
- Tiempo: 5:45 h.
- Recorrido: Ituero – Valdespina – Viana de Duero – Baniel – Almazán

#### Etapa 05Almazán–Andaluz
- Longitud: 27,9 km.
- Tiempo: 6:15 h.
- Recorrido: Almazán – Centenera de Andaluz – Andaluz

#### Etapa 06Andaluz–Gormaz
- Longitud: 21,4 km.
- Tiempo: 4:50 h.
- Recorrido: Andaluz – Bayubas de Abajo – Gormaz

#### Etapa 07Gormaz–San Esteban de Gormaz
- Longitud: 33,5 km.
- Tiempo: 7:35 h.
- Recorrido: Gormaz – La Olmeda – Pedraja de San Esteban – San Esteban de Gormaz

#### Etapa 08San Esteban de Gormaz–Langa de Duero
- Longitud: 18,1 km.
- Tiempo: 3:10 h.
- Recorrido: San Esteban de Gormaz – Soto de San Esteban – Langa de Duero

### Burgos
Este sendero tiene 3 etapas por la provincia de Burgos, con una longitud de 86,9 km.

#### Etapa 09Langa de Duero–Aranda de Duero
- Longitud: 32,0 km.
- Tiempo: 7:20 h.
- Recorrido: Langa de Duero – La Vid – Guma – Vadocondes – Aranda de Duero

#### Etapa 10Aranda de Duero–Roa
- Longitud: 28,1 km.
- Tiempo: 5:30 h.
- Recorrido: Aranda de Duero – Castrillo de la Vega – Berlangas de Roa – Roa

#### Etapa 11Roa–Peñafiel
- Longitud: 26,8 km.
- Tiempo: 6:10 h.
- Recorrido: Roa – San Martín de Rubiales – Bocos de Duero – Peñafiel

### Valladolid
Este sendero tiene 6 etapas por la provincia de Valladolid, con una longitud de 160,8 km.

#### Etapa 12Peñafiel-Quintanilla de Onésimo
- Longitud: 31,0 km.
- Tiempo: 6:30 h.
- Recorrido: Peñafiel – Pesquera de Duero – Monasterio de Santa María de Valbuena – Valbuena de Duero – Quintanilla de Onésimo

#### Etapa 13Quintanilla de Onésimo–Tudela de Duero
- Longitud: 24,8 km.
- Tiempo: 6:00 h.
- Recorrido: Quintanilla de Onésimo – Sardón de Duero – Tudela de Duero

#### Etapa 14Tudela de Duero-Puente Duero
- Longitud: 22,2 km.
- Tiempo: 4:50 h.
- Recorrido: Tudela de Duero – Herrera de Duero – Puente Duero

#### Etapa 15Puente Duero-Tordesillas
- Longitud: 31,7 km.
- Tiempo: 8:00 h.
- Recorrido: Puente Duero – Simancas – Villamarciel – San Miguel del Pino – Tordesillas

#### Etapa 16Tordesillas-Castronuño
- Longitud: 31,2 km.
- Tiempo: 7:00 h.
- Recorrido: Tordesillas - Torrecilla de la Abadesa - Castronuño

#### Etapa 17Castronuño-Toro
- Longitud: 19,9 km.
- Tiempo: 4:30 h.
- Recorrido: Castronuño - Villafranca de Duero (- Toro)

### Zamora
Este sendero tiene 15 etapas por la provincia de Zamora, con una longitud de 174,1 km.

#### Etapa 18Toro-Zamora
- Longitud: 37,6 km.
- Tiempo: 7:10 h.
- Recorrido: Toro-Peleagonzalo-Madridanos-Villaralbo-Zamora

#### Etapa 19Zamora-Pereruela
- Longitud: 18,2 km.
- Tiempo: 3:35 h.
- Recorrido: Zamora-Tardobispo-Pueblica de Campeán-Pereruela

#### Etapa 20Pereruela-Moral de Sayago
- Longitud: 23,7 km.
- Tiempo: 4:50 h.
- Recorrido: Pereruela-Arcillo-Abelón-Moral de Sayago

#### Etapa 21Moral de Sayago-Villadepera
- Longitud: 14,5 km.
- Tiempo: 3:20 h.

#### Etapa 22Villadepera-Villardiegua de la Ribera
- Longitud: 8,8 km.
- Tiempo: 2:10 h.

#### Etapa 23Villardiegua de la Ribera-Torregamones
- Longitud: 11,9 km.
- Tiempo: 2:50 h.

#### Etapa 24Torregamones-Gamones
- Longitud: 3,2 km.
- Tiempo: 0:45 h.

#### Etapa 25Gamones-Badilla
- Longitud: 8,2 km.
- Tiempo: 2:00 h.

#### Etapa 26Badilla-Cozcurrita
- Longitud: 3,7 km.
- Tiempo: 0:55 h.

#### Etapa 27Cozcurrita-Fariza
- Longitud: 2,7 km.
- Tiempo: 0:45 h.

#### Etapa 28Fariza-Mamoles
- Longitud: 5,8 km.
- Tiempo: 1:40 h.

#### Etapa 29Mamoles-Fornillos de Fermoselle
- Longitud: 5,6 km.
- Tiempo: 1:40 h.

#### Etapa 30Fornillos de Fermoselle-Pinilla de Fermoselle
- Longitud: 5,7 km.
- Tiempo: 1:40 h.

#### Etapa 31Pinilla de Fermoselle-Fermoselle
- Longitud: 7,5 km.
- Tiempo: 2:10 h.

#### Etapa 32Fermoselle-Trabanca
- Longitud: 17,0 km.
- Tiempo: 4:30 h.

### Salamanca
Este sendero tiene 10 etapas por la provincia de Salamanca, con una longitud de 96,3 km.

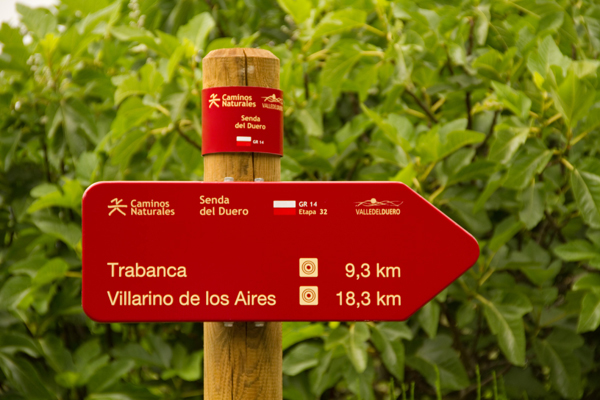
Señal del GR-14 en Trabanca. Situada al lado salmantino del puente de San Lorenzo.

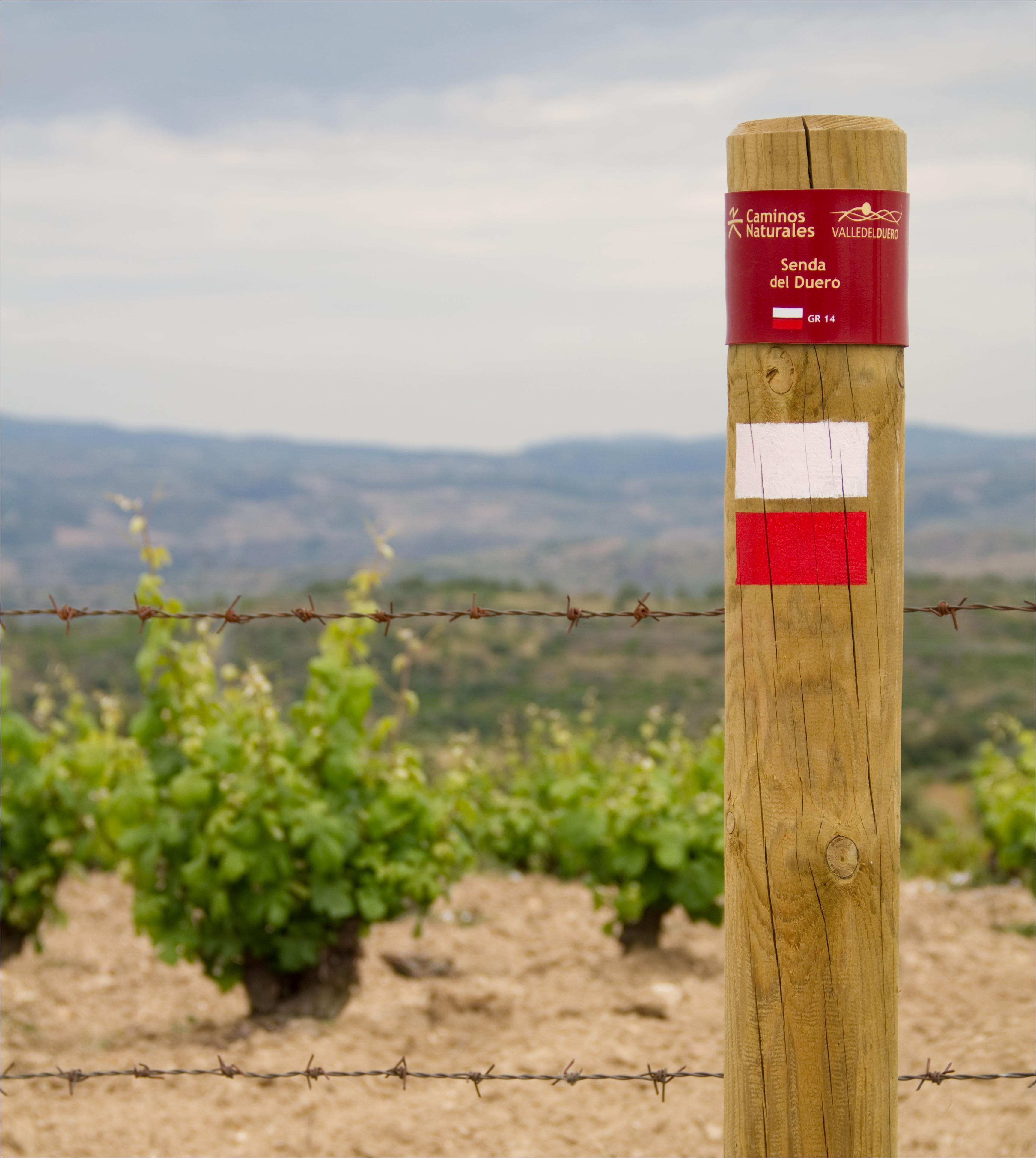
Poste indicativo del GR-14 a su paso por unos viñedos de Pereña de la Ribera, en pleno parque natural de Arribes del Duero.

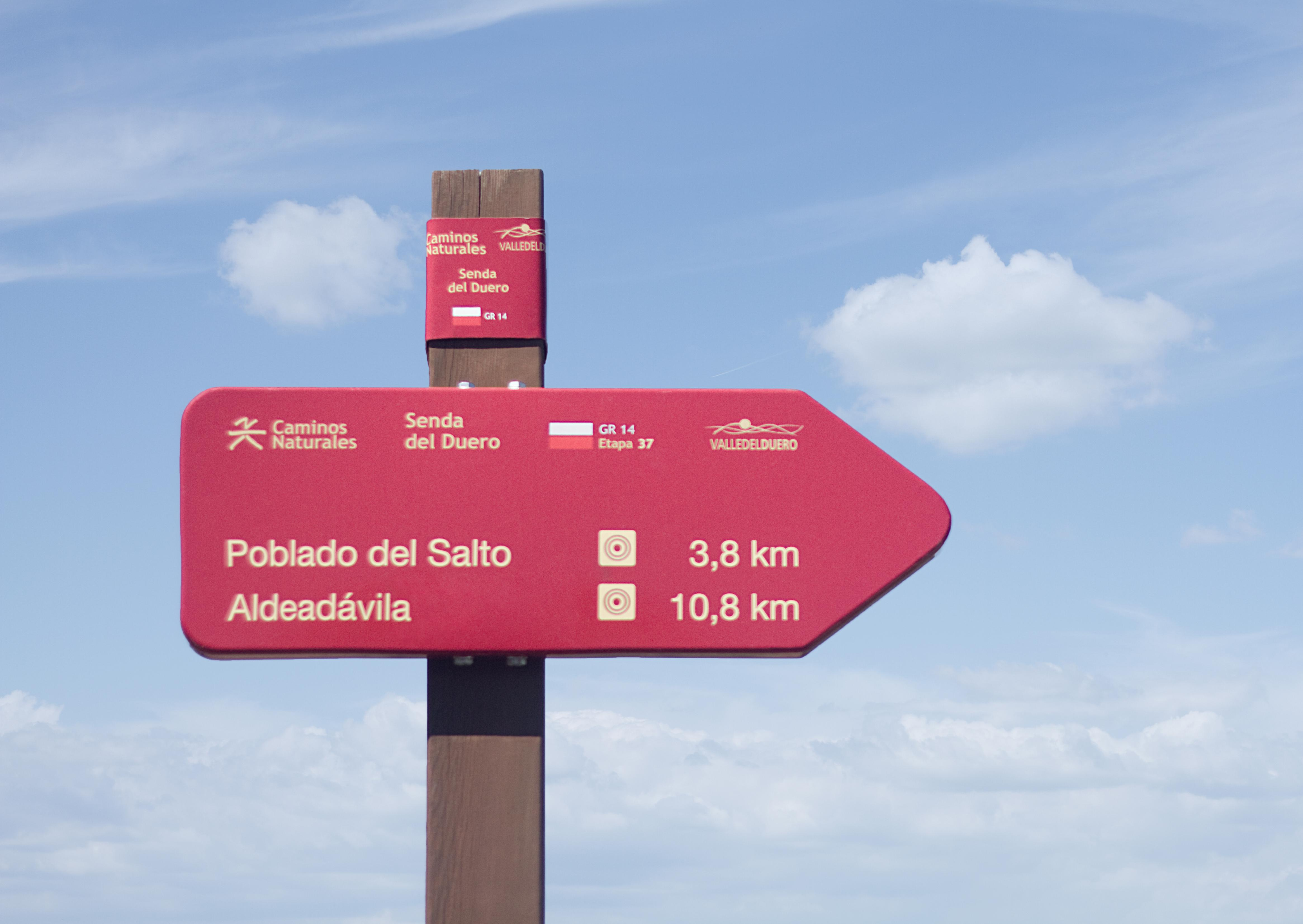
Señal del GR-14 en Mieza.

#### Etapa 33Trabanca-Villarino de los Aires
- Longitud: 9,5 km.
- Tiempo: 2:10 h.
- Dificultad: Baja.

#### Etapa 34Villarino de los Aires-Pereña de la Ribera
- Longitud: 6,5 km.
- Tiempo: 1:30 h.
- Dificultad: Baja.

#### Etapa 35Pereña de la Ribera-Masueco
- Longitud: 9,6 km.
- Tiempo: 2:50 h.
- Dificultad: Media.

#### Etapa 36Masueco-Aldeadávila de la Ribera
- Longitud: 3,4 km.
- Tiempo: 0:45 h.
- Dificultad: Baja.

#### Etapa 37Aldeadávila de la Ribera-Mieza
- Longitud: 13,4 km.
- Tiempo: 4:00 h.
- Dificultad: Alta.

#### Etapa 38Mieza-Vilvestre
- Longitud: 7,9 km.
- Tiempo: 1:50 h.
- Dificultad: Baja.

#### Etapa 39Vilvestre-Saucelle
- Longitud: 9,0 km.
- Tiempo: 2:00 h.
- Dificultad: Baja.

#### Etapa 40Saucelle-Hinojosa de Duero
- Longitud: 21,0 km.
- Tiempo: 4:50 h.
- Dificultad: Media.

#### Etapa 41Hinojosa de Duero-La Fregeneda
- Longitud: 7,0 km.
- Tiempo: 1:40 h.
- Dificultad: Baja.

#### Etapa 42La Fregeneda-Vega Terrón
- Longitud: 9,0 km.
- Tiempo: 2:30 h.
- Dificultad: Baja.

### Variante GR-14.1: Senda del Águeda
- Longitud Total: 40 km.
- Tiempo: 10 h.
- Dificultad: Media-Baja.
- Recorrido: Hinojosa de Duero - Sobradillo - Ahigal de los Aceiteros - San Felices de los Gallegos - Puerto Seguro - La Bouza.